# جو غريني (ملاكم)
جو غريني (بالإنجليزية: Joe Greene)‏ (15 فبراير 1986 ببروكلين في الولايات المتحدة - ) هو ملاكم أمريكي، صنّف ضمن فئة الوزن المتوسط.

## إحصائيات
خاض خلال مسيرته 27 نزالا، فاز في 26 ولم يتعادل وخسر في 1. فاز بالضربة القاضية في 17 نزالا.

## روابط خارجية
- جو غريني على موقع بوكس ريك (الإنجليزية) (registration required)